# Sven Lehmann (Fussballspieler)
 Sven Lehmann (* 18. Dezember 1991 in St. Gallen) ist ein Schweizer Fussballspieler. Seit der Saison 2018/19 steht er beim USV Eschen-Mauren in der 1. Liga unter Vertrag.

## Karriere

### Vereine
Sven Lehmann begann beim FC Winkeln mit dem Fussballspielen, ehe er 2003 mit 11 Jahren in die Nachwuchsabteilung des FC St. Gallen wechselte. Lehmann durchlief dort sämtliche Ausbildungsstufen und kam auch für verschiedene Schweizer Nachwuchs-Nationalmannschaften zum Einsatz.
Am 13. Mai 2010 gab Sven Lehmann beim Spiel gegen die AC Bellinzona sein Debüt in der ersten Mannschaft des FC St. Gallen. Sein erstes Tor erzielte der Stürmer im Schweizer Cup gegen den FC Flawil, als er in der Verlängerung zum 2:1 traf. Nach dem Abstieg des FCSG kam Lehmann in der Challenge League vermehrt zu Einsätzen und schoss unter anderem auch den Siegtreffer im Spitzenspiel in Bellinzona.
Allerdings hat Sven Lehmann oftmals mit monatelangen Ausfällen aufgrund von Verletzungen zu kämpfen. So musste ihm unter anderem Ende 2010 ein Tumor aus dem Knochen des Schienbeins entfernt werden, im März 2012 brach er sich im Training das linke Schienbein. Als er im September 2013 wieder erste Einsätze mit der U21-Mannschaft des FC St. Gallen absolvierte, brach sich Lehmann erneut das linke Schienbein.
Im Sommer 2014 beendete Lehmann aufgrund der zahlreichen Verletzungen seine Profikarriere und kehrte im Januar 2015 zum FC Winkeln zurück. In der Saison 2016/17 wurde er mit 25 Treffern Torschützenkönig in der 2. Liga interregional (Gruppe 6) und schoss damit knapp die Hälfte alle Tore seiner Mannschaft (51 Treffer). In der Tabelle platzierte man sich auf dem 10. Rang und damit nur zwei Ränge über den Abstiegsplätzen.
Zur Saison 2017/18 wechselte er ihn die 1. Liga zum FC Gossau, für den er in 25 Spielen 17 Treffer erzielte und damit zum zweitbesten Torschützen der 1. Liga avancierte. Den angestrebten zweiten Platz in der Meisterschaft, der zur Teilnahme der Aufstiegsspiele für die Promotion League berechtigt, wurde um zwei Punkte verpasst.
Für die Saison 2018/19 wurde Lehmann vom Liechtensteiner Verein USV Eschen-Mauren verpflichtet, wo er zusammen mit Michael Bärtsch das Sturmduo bilden soll. Die USV Eschen-Mauren konnte sich in der vergangenen Saison gerade noch knapp und mit Punktegleichheit mit dem FC Seuzach, dank der besseren Tordifferenz noch auf den 12. Tabellenrang der 1. Liga (Gruppe 3) retten und sich damit vor dem Abstieg bewahren.

### Nationalmannschaft
Aufgrund seiner positiven Entwicklung im Klubfussball, wurde Lehmann 2008 erstmals für die Junioren-Nationalmannschaft (U-17) aufgeboten. Im dritten Gruppenspiel der U-17-Europameisterschaft 2008 gegen Frankreich, wurde Lehmann in der 69. Spielminute für Dino Rebronja eingewechselt. Das Spiel ging mit 0:2 verloren und die Schweiz schied als Gruppendritter bereits in der Gruppenphase aus. Im Schweizer Team stand er unter anderem an der Seite von Xherdan Shaqiri, Admir Mehmedi, Taulant Xhaka und Michael Lang. Für Lehmann blieb es der einzige Einsatz für die U-17 der Schweiz.
Im Jahr 2009 folgten noch zwei Teileinsätze für die U-19, was gleichzeitig die letzten Spiele für die Schweizer Nationalmannschaft bedeuteten.

## Titel und Erfolge
FC Winkeln SG
- Torschützenkönig der 2. Liga interregional (Gruppe 6): 2016/17 (25 Treffer)